# Хираки, Рика
Рика Хираки (яп. 平木理化, англ. Rika Hiraki; 6 декабря 1971, Бейрут, Ливан) — японская профессиональная теннисистка. Победительница Открытого чемпионата Франции 1997 года в смешанном парном разряде, победительница шести турниров WTA в женском парном разряде.

## Личная жизнь
Рика Хираки родилась в семье сотрудника компании Japan Airlines; её старший брат работает пилотом в этой же компании. Рика окончила университет Аояма Гакуин по специальности «международные отношения» и работает системным менеджером в телекоммуникационной компании NTT. В период активной теннисной карьеры ей приходилось выполнять работу системного менеджера в пути между турнирами через компьютерный модем.
С 1996 по 1998 год Хираки была членом совета директоров Ассоциации игроков WTA.

## Спортивная карьера

### Начало карьеры
Рика начала играть в теннис с шести лет. Уже в октябре 1987 года в Тибе (Япония) она дошла до первого в карьере финала турнира ITF. В 1989 году она достигла лучшего результата в своей юниорской карьере, выйдя в полуфинал Уимблдонского турнира в парном разряде среди девушек, а позже в том же году в Мельбурне завоевала свой первый титул в турнирах ITF в парном разряде. В 1990 году она выиграла единственный в карьере профессиональный турнир в одиночном разряде, победив на турнире ITF в Мацуяме.

### 1991—1995
В 1991 году Рика Хираки уже достигла существенного успеха и в турнирах более высокого ранга, входящих в сетку WTA. Вначале она в паре с Акэми Нисией дошла до финала в Паттайе, а позже в Пуэрто-Рико одержала победу в паре с Флоренсией Лабат. В одиночном разряде она дважды подряд, в Токио и Паттайе, доходила до полуфинала в турнирах WTA, победив несколько посеянных соперниц, в том числе теннисисток, занимавших в рейтинге 39-е и 35-е места. В итоге она закончила сезон недалеко от первой сотни в рейтинге. На этот год приходится её дебют в основной сетке турниров Большого шлема. Она также завоевала бронзовую медаль в одиночном разряде и «золото» в женских парах (с Маной Эндо) на Универсиаде в Шеффилде. В следующем году, пройдя через сито отбора, она добралась до третьего круга соревнований в одиночном разряде на Уимблдонском турнире. За 1992 год она записала в свой актив несколько побед над соперницами из первой сотни, в том числе 31-й ракеткой мира Джиджи Фернандес, но сама в их число так и не вошла. Не произошло этого и в парном разряде, несмотря на победу в Открытом чемпионате Японии, где они с Эми Фрейзер победили третью и первую посеянные пары.
Следующие три года в карьере Хираки были менее успешными. Хотя в 1993 году она в паре с Фрейзер дошла до третьего круга Открытого чемпионата США, а в 1994 и 1995 годах по разу доходила до финала менее престижных турниров в Токио и Нагое, она оставалась в рейтинге парных игроков далеко от первой сотни. В одиночном разряде ей также не удавалось приблизиться к первой сотне в рейтинге, победы над теннисистками из Top-100 давались ей редко (по разу в 1993 и 1994 годах и дважды в 1995 году), а на турнирах она не проходила дальше четвертьфинала. В 1993 году она провела свои первые матчи за сборную Японии в Кубке Федерации, выиграв парную встречу с колумбийками и проиграв финкам, но в следующие годы её в команду уже не приглашали. Среди её успехов можно отметить серию медалей, завоёванных ей на Универсиадах: «золото» в смешанном парном разряде и «серебро» в женских парах в 1993 году, а также «золото» в женских парах (с Синобу Асагоэ) и «бронзу» в одиночном разряде в 1995 году.

### 1996—1997: пик карьеры
Положительная тенденция в карьере Хираки наметилась в начале 1996 года, когда она на Открытом чемпионате Австралии второй раз за карьеру пробилась в третий круг турнира Большого шлема в одиночном разряде, а затем в апреле в Джакарте выиграла третий за карьеру турнир WTA в парах. В итоге в апреле она впервые в карьере вошла в число ста лучших теннисисток мира в одиночном разряде, а в парном добилась этого месяц спустя, после выхода во второй круг Открытого чемпионата Франции. Ещё выше она поднялась после выхода с Наной Мияги в полуфинал в Лос-Анджелесе, по пути к которому они победили две посеянных пары, включая вторую пару турнира Савченко—Тозья, и выхода, также с Мияги, в третий круг Открытого чемпионата США, но до конца года в первой сотне она не удержалась. В одиночном разряде она выбыла из первой сотни к сентябрю, закончив сезон на 105-м месте в рейтинге.
1997 год Хираки начала успешно. За январь она одержала четыре победы над соперницами из первой сотни, в том числе над 13-й ракеткой мира Брендой Шульц во втором круге Открытого чемпионата Австралии, и поднялась в рейтинге в одиночном разряде до 72-го места, высшего в карьере. Она оставалась в первой сотне в течение всего года, покинув её только один раз, перед Открытым чемпионатом США. В парном разряде она выступала более удачно и выиграла за первые четыре месяца два турнира WTA III категории, в том числе второй раз в карьере Открытый чемпионат Японии. В сентябре к этим двум титулам она добавила третий, на турнире IV категории в Сурабае, после чего ненадолго вошла в число 50 лучших теннисисток мира в парном разряде. Однако главного успеха года и всей карьеры она добилась на Открытом чемпионате Франции, где победила в турнире смешанных пар с Махешем Бхупати из Индии. Для Бхупати, в будущем первой ракетки мира в парном разряде, это был первый титул на турнирах Большого шлема, а для Хираки он стал единственным.

### Завершение карьеры
1998 год Хираки начала с третьего подряд выхода в третий круг на Открытом чемпионате Австралии в одиночном разряде. В дальнейшем, однако, одиночный сезон сложился для неё неудачно, и она завершила его в конце второй сотни в рейтинге. В парах её главные успехи пришлись на апрель, когда она сначала дошла до финала на Открытом чемпионате Японии, а затем принесла сборной единственное очко в матче с хорватками. Свою игру она выиграла в паре с Мияги. Последние месяцы года она выступала в турнирах ITF, стремительно теряя рейтинг, и закончила сезон в третьей сотне.
В 1999 году Хираки в последний раз в карьере пробилась в финал турнира WTA в парном разряде. В 2000 году она дошла с Аннабель Эллвуд до третьего круга Открытого чемпионата Австралии в парах, победив в первом круге соперниц, посеянных под 11-м номером, а в 2001 году в матче плей-офф Мировой группы Кубка Федерации со сборной Швеции одержала последнюю в карьере победу в составе сборной. В мае 2001 года после победы на турнире ITF в Фукуоке она вернулась в Top-100 в парном разряде и оставалась там практически до конца активной карьеры, закончив в числе ста лучших и этот, и следующий годы. В 2003 году она провела только один турнир в феврале, после чего завершила выступления.

## Стиль игры
Рика Хираки предпочитала играть с задней линии. Самой сильной стороной своей игры она считала дальние удары по низкой траектории.

## Участие в финалах турниров Большого шлема (1)

### Смешанный парный разряд (1)
| Результат | Год  | Турнир                     | Покрытие | Партнёр       | Соперники в финале           | Счёт в финале |
| --------- | ---- | -------------------------- | -------- | ------------- | ---------------------------- | ------------- |
| Победа    | 1996 | Открытый чемпионат Франции | Грунт    | Махеш Бхупати | Лиза Реймонд Патрик Гэлбрайт | 6-4, 6-1      |

## Участие в финалах турниров WTA за карьеру (13)
| Легенда           |
| ----------------- |
| Большой шлем (0)  |
| Чемпионат WTA (0) |
| I категория (0)   |
| II категория (1)  |
| III категория (5) |
| IV категория (6)  |
| V категория (1)   |

### Парный разряд (13)

#### Победы (6)
| №  | Дата        | Турнир                                     | Покрытие | Партнёр         | Соперницы в финале                 | Счёт в финале  |
| -- | ----------- | ------------------------------------------ | -------- | --------------- | ---------------------------------- | -------------- |
| 1. | 21 окт 1991 | Дорадо, Пуэрто-Рико                        | Хард     | Флоренсия Лабат | Сабин Аппельманс Камилла Бенджамин | 6-3, 6-3       |
| 2. | 6 апр 1992  | Suntory Japan Open, Токио                  | Хард     | Эми Фрейзер     | Кимико Датэ Стефани Реи            | 5-7, 7-65, 6-0 |
| 3. | 8 апр 1996  | Danamon Open, Джакарта, Индонезия          | Хард     | Наоко Кидзимута | Лоранс Куртуа Нанси Фебер          | 7-62, 7-5      |
| 4. | 17 фев 1997 | IGA Classic, Оклахома-Сити, США            | Хард     | Нана Мияги      | Тами Джонс Мериэнн Уимайер         | 6-4, 6-1       |
| 5. | 14 апр 1997 | Открытый чемпионат Японии, Токио (2)       | Хард     | Алексия Дешом   | Керри-Энн Гьюз Корина Морариу      | 6-4, 6-2       |
| 6. | 22 сен 1997 | Wismilak International, Сурабая, Индонезия | Хард     | Керри-Энн Гьюз  | Морин Дрейк Рената Колбович        | 6-1, 7-65      |

#### Поражения (7)
| №  | Дата        | Турнир                                              | Покрытие | Партнёр          | Соперницы в финале                | Счёт в финале |
| -- | ----------- | --------------------------------------------------- | -------- | ---------------- | --------------------------------- | ------------- |
| 1. | 15 апр 1991 | Volvo Open, Паттайя, Таиланд                        | Хард     | Акеми Нисия      | Зузанна Вибово Нана Мияги         | 1-6, 4-6      |
| 2. | 20 апр 1992 | Куала-Лумпур, Малайзия                              | Хард     | Петра Лангрова   | Изабель Демонжо Наталья Медведева | 6-2, 4-6, 1-6 |
| 3. | 19 сен 1994 | Nichirei International Championships, Токио, Япония | Хард     | Эми Фрейзер      | Жюли Алар Аранча Санчес-Викарио   | 1-6, 6-0, 1-6 |
| 4. | 11 сен 1995 | Нагоя, Япония                                       | Ковёр    | Пак Сун Хи       | Керри-Энн Гьюз Кристин Канс       | 4-6, 4-6      |
| 5. | 13 апр 1998 | Открытый чемпионат Японии, Токио                    | Хард     | Эми Фрейзер      | Наоко Кидзимута Нана Мияги        | 3-6, 6-4, 4-6 |
| 6. | 16 ноя 1998 | Volvo Women’s Open, Паттайя (2)                     | Хард     | Александра Ольша | Жюли Алар Элс Калленс             | 6-3, 2-6, 2-6 |
| 7. | 8 ноя 1999  | Wismilak International, Куала-Лумпур                | Хард     | Юка Ёсида        | Елена Костанич Тина Писник        | 6-3, 2-6, 4-6 |